# Batalla de Al Raqa (2017)
La batalla de Al Raqa fue la fase final de la campaña «Ira del Éufrates» para recuperar Raqa lanzada por las Fuerzas Democráticas Sirias contra Estado Islámico de Irak y el Levante en Raqa. La batalla comenzó el 6 de junio de 2017 y siguió en proceso con ataques aéreos y tropas de tierra de la coalición dirigida por Estados Unidos. La operación fue denominada la Gran Batalla por las Fuerzas Democráticas Sirias (SDF) y finalizó con la captura total de la ciudad por las fuerzas del ejército democrático sirio el 17 de octubre de 2017, tuvo cierta repercusión mediática en occidente por la primera participación activa del Ejército de Insurrección y Liberación Queer

## Contexto
La campaña "Ira del Éufrates" para recuperar Raqa se lanzó el 6 de noviembre de 2016 por las SDF. Esta campaña dio lugar a la reconquista de una gran cantidad de territorio ocupado por Dáesh en la Gobernación de Raqa, incluyendo la ciudad de al-Thawrah, la presa de Tabqa, y la presa de Baath.
El 2 de enero las SDF informan de la toma de Nediye, Swailem, Dehlan, Bîrsan and Êrîêr y Mayan al norte de Raqa.
El 3 de enero tomaron las villas de Erbo, Dehlan, Arir, Swwillam, Khirbi Shekh Jiddi al occidente de Raqa y las villas de Swailem, Dehlan, Bîrsan y Êrîêr al norte.
El 7 de febrero la ofensiva kurda avanza sin contratiempos llegando hasta Abba Susah al norte de Raqa. Informan de tanques turcos destruidos en Azaz, por misiles disparados desde Efrin.
El 9 de febrero las SDF capturaron las villas de Senne y Mezila, para aproximarse a Raqa desde tres vías, además de la villa de Shanaynih.
El 10 de febrero se anuncia un ataque conjunto con las SAA hacia Deir er Zor y la captura de Shnina Sharqi, Mezliya, Ma'izalah y Shenina quedando así a 4 km del antiguo cuartel de la división 17 del ejército sirio en las afueras de Raqa.
El 11 de febrero se capturaron los silos a 9 km al norte de Raqa, han comenzado la construcción de trincheras alrededor de Manbij.
El 12 de febrero el EI lanzó un contraataque en el norte de Raqa y al este al norte de Tabqa.
Hasta el 16 de febrero la USAAF lanzó cuatro ataques aéreos en Raqa al menos 17 civiles murieron.
El 17 de febrero las SDF lanzaron la segunda etapa de la tercera fase de la ofensiva iniciando otro frente capturando las vilas de Siyan y Hessem Zeyt al oeste Makman, al norte de Deir ez-Zor, anunciando una ofensiva a esa ciudad sitiada. Los kurdos sirios llamaron a Rusia a que defienda en el escenario internacional el estado federal para las zonas del norte de Siria, según se desprende de un documento aprobado tras un foro de partidos kurdos en Moscú. «Se ruega al Ministerio de Exteriores ruso que estudie la posibilidad de defender en el escenario internacional en nombre de Rusia que la nueva Constitución de Siria fije el estatus del ente político territorial Federación de Siria del Norte», reza el texto. El documento fue leído en rueda de prensa en Rossiya Segodnya por Farjat Patíev, miembro del Congreso Nacional del Kurdistán (movimiento internacional kurdo).
El 19 de febrero se han tomado las villas de Nûfel, Ezîz, Fatatish y BirShamary en el frente de Makman cercando Terfawî y Bîr Hebîb.
El 2 de febrero se anuncia la toma de las villas de Kesar, Sabahul Xeyr, El-Ferar y Sebah Al Xer
El 21 de febrero la SDF tomó Abu Wahi en el segundo frente en dirección del tercer frente, en el cual se tomó Quwaytar en dirección al segundo frente. Además se tomó la villa Bir Erman en el norte.
El 22 de febrero se anuncia el cerco de un gran sector de Raqa así como la captura de Cerwam, Hamidi, Qarih y Jarwan.
El 23 de febrero comenzó la limpieza de la bolsa en el norte de Raqa, las SDF tomaron Qandil Shrki, Mhbash, Abu Jandal, Azman, Belesh y Fernam Xerbi.
El 24 de febrero se capturó la aldea de Abu Khashab, Berdan Xerbî, Fenan Şerqî, Tiyûs y Til Zihmaq. Las SDF anuncian que dejarán la lucha por Raqa para hacer frente a Turquía, tras la visita del General Votel encargado de la CENTCOM, quien entregó vehículos blindados a los combatientes.

## La batalla por la ciudad
El anuncio de la batalla incluye a los grupos Afrin y Tell Rifaat que anteriormente no habían participado en la campaña de al-Raqa, como la Brigada Democrática del norte, el Ejército de Revolucionarios del Frente Kurdo, las Fuerzas Tribales, Brigada de Comandos de Homs y las unidades de brigada Seljuk.
Las Fuerzas Aéreas de los Estados Unidos llevaron a cabo ataques aéreos pesados en Raqa el día anterior a la batalla. La batalla fue oficialmente iniciada por las SDF en el amanecer del 6 de junio de 2017. La ofensiva se llevó a cabo tanto por el norte, como por el este y el oeste de Raqa. Las SDF atacaron la base de la 17.ª División y el distrito de Mashlab en la parte del norte de la ciudad.
El día 4 de julio de madrugada Estados Unidos bombardeó las antiguas murallas abasíes de Raqa del siglo VIII para que las FDS pudieran entrar en el casco histórico, cosa que lograron rompiendo así las defensas internas de la ciudad.
El 20 de julio la coalición internacional contra el Estado Islámico anunció la liberación del 30% de la ciudad.
Para principios de agosto, Raqqa se encontraba totalmente cercada por las fuerzas kurdo-árabes
Para el 1 de septiembre, las SDF controlaban el 90% de la ciudad vieja y el 66% del total del área urbana de toda la ciudad
El 22 de junio la CENTCOM anuncia que retirará el armamento pesado a las YPG, cuando finaliza contra Daesh.
El 23 de junio las SDF anuncian que 70 militantes de Daesh se rindieron.

### Frente occidental
El 6 de junio las SDF comienzan la ofensiva por la ciudad de al Raqqa a través de la entrada oriental en el distrito de al Mashalab. La ofensiva se desarrolla desde 3 frentes, mientras la coalición lanza una intensa campaña de bombardeo. Capturan la colina de Harqalah. El 7 de junio toman el sector de Haraqla al oeste de la ciudad, entrando en el barrio de Jazrah. El 9 de junio liberan Jazrah y Sebehiye al oeste de Raqqa, al entran en batalla en la antigua división 17. El 10 de junio las SDF entran en el distrito Roumiyah en el oeste, en el este luchan por Mashlab y avanzan en el sector industrial. Daesh realizó una contraofensiva en el norte de la ciudad recuperando el control de la división 17. El 11 de junio las SDF anuncia la captura de los barrios de Al-Romaniya (Noroeste) y Al-Meshleb (Este).
El 12 de junio las SDF liberan el barrio de Hattin en el frente occidental. Según la UNHCR 15000 personas del área de Raqa fueron desplazadas en los 10 primeros días de ofensiva. Daesh repartió panfletos en los que defendían que lucharán contra los infieles o morirán luchando. El 14 de junio las SDF entran en le barrio de al Berid en el oeste y captura la escuela de al Razi. El 16 de junio Estado Islámico lanza un contraataque al suroeste de al Raqa utilizando un ataque suicida matando a 32 combatientes de las SDF, en el barrio de al Jahzra. El 17 de junio las SDF entran en el distrito de Qadisiyah.
El 25 de junio las SDF anuncian la liberación del barrio de Qadaseiyah.
El 28 de junio las SDF toman el barrio de Hattin.

### Frente oriental
El 15 de junio tras 4 días de ofensiva las SDF liberan el barrio industrial de al Sina'a. El 18 de junio liberaron el barrio de Batani.

### Frente sur
El 13 de junio las SDF liberan Sihêl en la ribera sur de Raqa con lo que las SDF tratan de cercar la ciudad y evitar que las SAA alcancen el frente. El 17 de junio liberan la villa de Kasra Sheikh Jouma. El 20 de junio liberan Kasrat Faraj. El 21 de junio toman  Kasrat Sheikh Jum'a y Tala'e. El 25 de junio la villa de Farikh.
El 26 de junio las SDF capturan el puente sur de Raqa, cerrando el cerco en la ciudad.

### Conquista por parte de las FDS
Finalmente el 17 de octubre de 2017 las Fuerzas Democráticas Sirias lograron hacerse con el control total de la ciudad terminando así con la capital del autoproclamado Estado Islámico.

### En la guerra civil siria
- Primera batalla de Al Raqa
- Asedio de Deir ez-Zor

### En la guerra civil iraquí
- Batalla de Mosul
- Batalla de Tal Afar